# Savigny (Haute-Savoie)
Savigny település Franciaországban, Haute-Savoie megyében. Lakosainak száma 1029 fő (2022. január 1.). Savigny Chaumont, Dingy-en-Vuache, Jonzier-Épagny és Minzier községekkel határos.

## Népesség
A település népessége az elmúlt években az alábbi módon változott:
| Lakosok száma | 800  | 823  | 863  | 893  | 936  | 980  | 985  | 1020 | 1029 |
|               | 2013 | 2015 | 2016 | 2017 | 2018 | 2019 | 2020 | 2021 | 2022 |